# 北見日産自動車
北見日産自動車株式会社（きたみにっさんじどうしゃ）とは、北海道北見市に本社を置く、日産自動車のレッド&ブルーステージ店である。

## 沿革
- 1971年4月1日 - 日産サニー北見販売株式会社（サニー店系列）が、旭川日産モーター株式会社北見支店（モーター店系列）に営業権を譲渡して統合。
- 1971年6月10日 - 旭川日産自動車株式会社北見支店（日産店系列・チェリー店系列）、旭川日産モーター株式会社北見支店（モーター店系列・サニー店系列）、日産プリンス北見販売株式会社（プリンス店系列）より営業権を譲り受けて、北見運輸支局エリアの日産販売会社1社と2支店が統合して一本化[2]したメーカー資本の日産車全系列併売販売会社として、北見日産自動車株式会社設立。
- 2015年4月1日 - 株式会社テーオー小笠原（現・株式会社テーオーホールディングス）が日産ネットワークホールディングス株式会社から全株式を取得し完全子会社化。

## 事業所
- 常盤店・カウゾー北見店／北見市常盤町6丁目2-10
- 西富店／北見市西富町2丁目19-3
- 網走店／網走市大曲2丁目13-28
- 紋別店／紋別市渚滑町元新3丁目179-1
- 美幌店／網走郡美幌町字報徳76-1
- 斜里店／斜里郡斜里町青葉町25-5
- 佐呂間店／常呂郡佐呂間町字宮前町109-15
- 遠軽店／紋別郡遠軽町大通北6丁目4-5
- 日産カーパレス夕陽ヶ丘店（中古車店舗）／北見市大正51

## 北海道内の日産各販売会社
- 北海道日産自動車
- 旭川日産自動車
- 札幌日産自動車
- 帯広日産自動車
- 日産プリンス札幌販売
- 函館日産自動車